# Relaciones Australia-Tonga
 Las relaciones Australia-Tonga son las relaciones bilaterales entre la Mancomunidad de Australia y el Reino de Tonga. Tonga tiene una Alta Comisión en Canberra, y Australia una en Nukualofa. 

## Historia

Valor mensual de las exportaciones de mercancías australianas a Tonga (millones de $A) desde 1988

En 1999, el ministro de Relaciones Exteriores de Australia, Alexander Downer, acogió con satisfacción el ingreso de Tonga en las Naciones Unidas. Dijo que el Gobierno australiano había ayudado a financiar la Small States Office de la Commonwealth en Nueva York.
Tras los disturbios de Tonga de 2006, el Gobierno de ese país solicitó al Gobierno de Australia la asistencia de la Fuerza de Defensa. Tras esta solicitud, ochenta y cinco soldados y policías australianos fueron enviados a Tonga.
En 2008 se inauguró la Alta Comisión de Tonga en Canberra. El príncipe heredero ʻAhoʻeitu 'Unuakiʻotonga Tukuʻaho (actual rey Tupou VI) se convirtió en el primer Alto Comisionado.

## Asistencia para el desarrollo
Australia es el país que más ayuda brinda a Tonga.
Para finales de la década del 2000, la ayuda australiana consistía en 13.2 millones de dólares australianos. En el 2009, el ministro de Relaciones Exteriores de Australia, Stephen Smith, declaró que Tonga es un socio importante de su país en el Pacífico.
En febrero de 2009, cincuenta trabajadores de tonganos se trasladaron a la ciudad de Robinvale, en el estado de Victoria como parte de un plan piloto del gobierno australiano para combatir la escasez de habilidades en el sector rural.

## Misiones

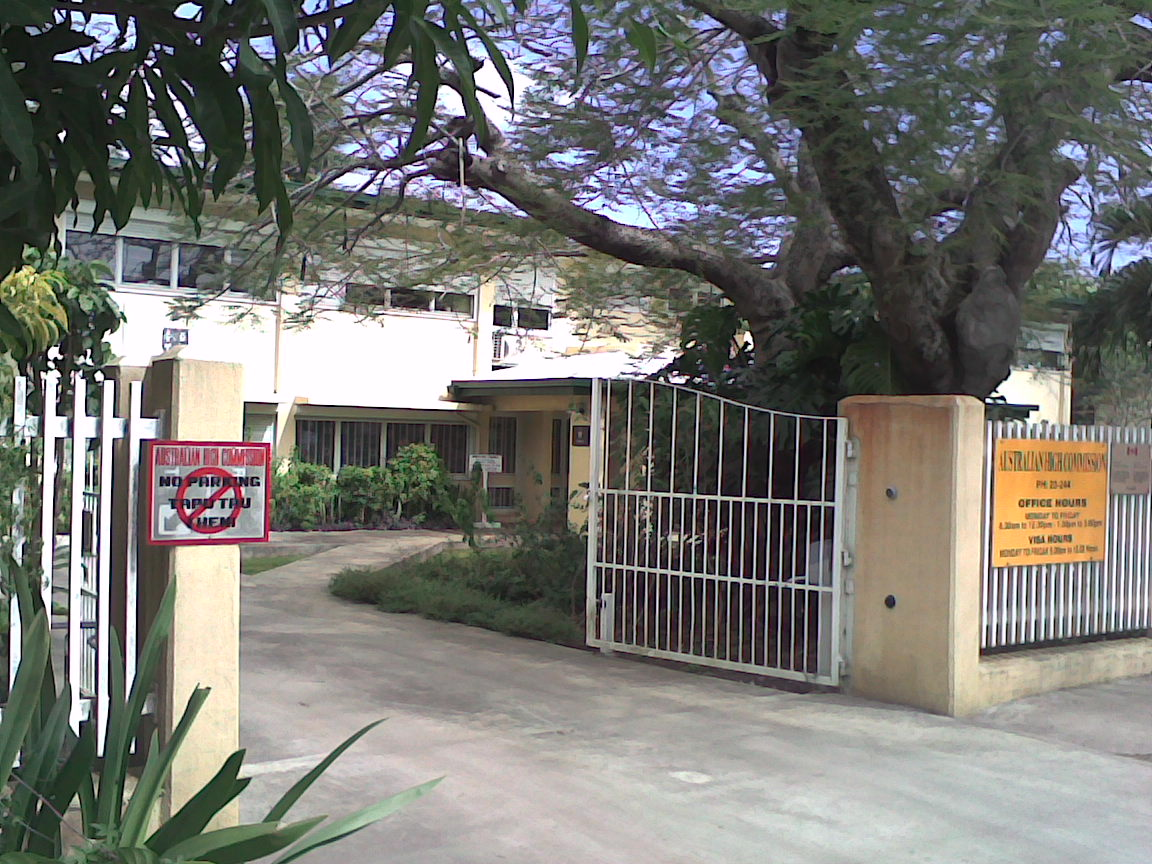
Alta Comisión de Australia en Nukualofa.
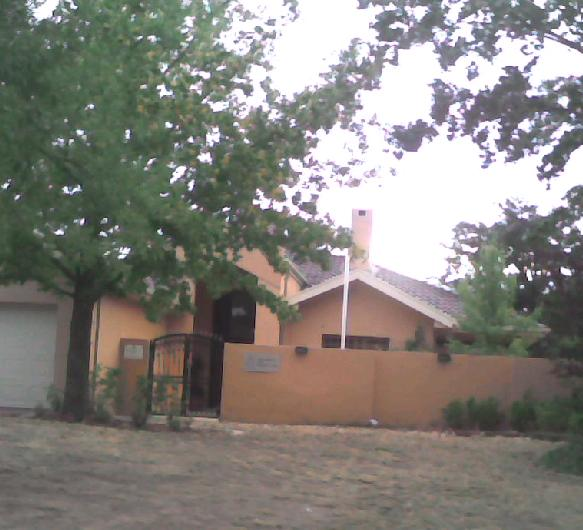
Alta Comisión de Tonga en Canberra